# Catostomus rimiculus
Catostomus rimiculus е вид лъчеперка от семейство Catostomidae. Видът не е застрашен от изчезване.

## Разпространение и местообитание
Разпространен е в САЩ.
Обитава скалистите дъна на сладководни басейни, реки и потоци.

## Описание
На дължина достигат до 50 cm.
Продължителността им на живот е около 9 години.